# Нижньокристальська сільська рада
Нижньокриста́льська сільська рада (рос. Нижнекристальский сельский совет) — сільське поселення у складі Червоногвардійського району Оренбурзької області Росії.
Адміністративний центр — селище Нижньокристалка.

## Історія
2005 року було ліквідоване селище Камишлинський.

## Населення
Населення — 794 особи (2019; 919 в 2010, 1217 у 2002).

## Склад
До складу сільської ради входять:
| Населений пункт         | Населення, осіб (2002) | Населення, осіб (2010) |
| ----------------------- | ---------------------- | ---------------------- |
| Камишлинський, селище   | 0                      | -                      |
| Нижньокристалка, селище | 1025                   | 836                    |
| Учкаїн, селище          | 192                    | 83                     |